# Philippe Duchesneau
Philippe Duchesneau es un deportista canadiense que compitió en piragüismo en la modalidad de aguas tranquilas. Ganó dos medallas en los Juegos Panamericanos de 2011.

## Palmarés internacional
| Juegos Panamericanos | Juegos Panamericanos | Juegos Panamericanos | Juegos Panamericanos |
| Año                  | Lugar                | Medalla              | Competición          |
| -------------------- | -------------------- | -------------------- | -------------------- |
| 2011                 | Guadalajara (México) | Medalla de plata     | K4 1000 m            |
| 2011                 | Guadalajara (México) | Medalla de bronce    | K1 1000 m            |